# Canandaigua (Nowy Jork)
Canandaigua – miasto w Stanach Zjednoczonych, w stanie Nowy Jork, w hrabstwie Ontario.